# Église Saint-Genès de Soulignac
L'église Saint-Genès est une église catholique  située dans la commune de Soulignac, dans le département de la Gironde, en France.

## Localisation
L'église Saint-Genès, érigée au sommet d'un promontoire, se trouve au cœur du bourg.

## Historique
L'édifice primitif date, très probablement, du XIIe siècle. Léo Drouyn, lors de sa visite, estimait qu'il s’agissait d'une église d'origine romane à cause des fenêtres étroites, la nef non voûtée et les marques de tâcherons sur certaines pierres du chevet. Des fouilles plus récentes ont confirmé que les fondations sont bien romanes et très anciennes.
De cette église romane il ne reste que des pierres du chevet, identifiées par les marques de tâcherons et trois reliefs, remployés sur la façade actuelle. Le premier est un orant, vêtu et chaussé, qui évoque des productions du début du XIIe siècle (Église Saint-Martin Camiac-et-Saint-Denis et une métope sous la corniche du portail de l'église Saint-Romain de Targon).
Les deux autres sculptures sur la façade sont très dégradées. La première est illisible. La deuxième est interprétable, car elle appartient à un groupe de modillons très répandus (par exemple sur l’église Saint-Saturnin de Cardan : l'exhibitionniste anale et, à partir de quelques détails identifiables on peut en déduire le contenu manquant. Il s'agit d'un homme nu qui tient ses jambes écartées avec ses mains, les pieds sont maintenus derrière sa tête. Sur son bas-ventre se trouve une tête de bouc. Le style est typiquement de la fin du XIIe siècle et représente une allégorie de la libido. Pour plus d'information : Iconographie des modillons romans.

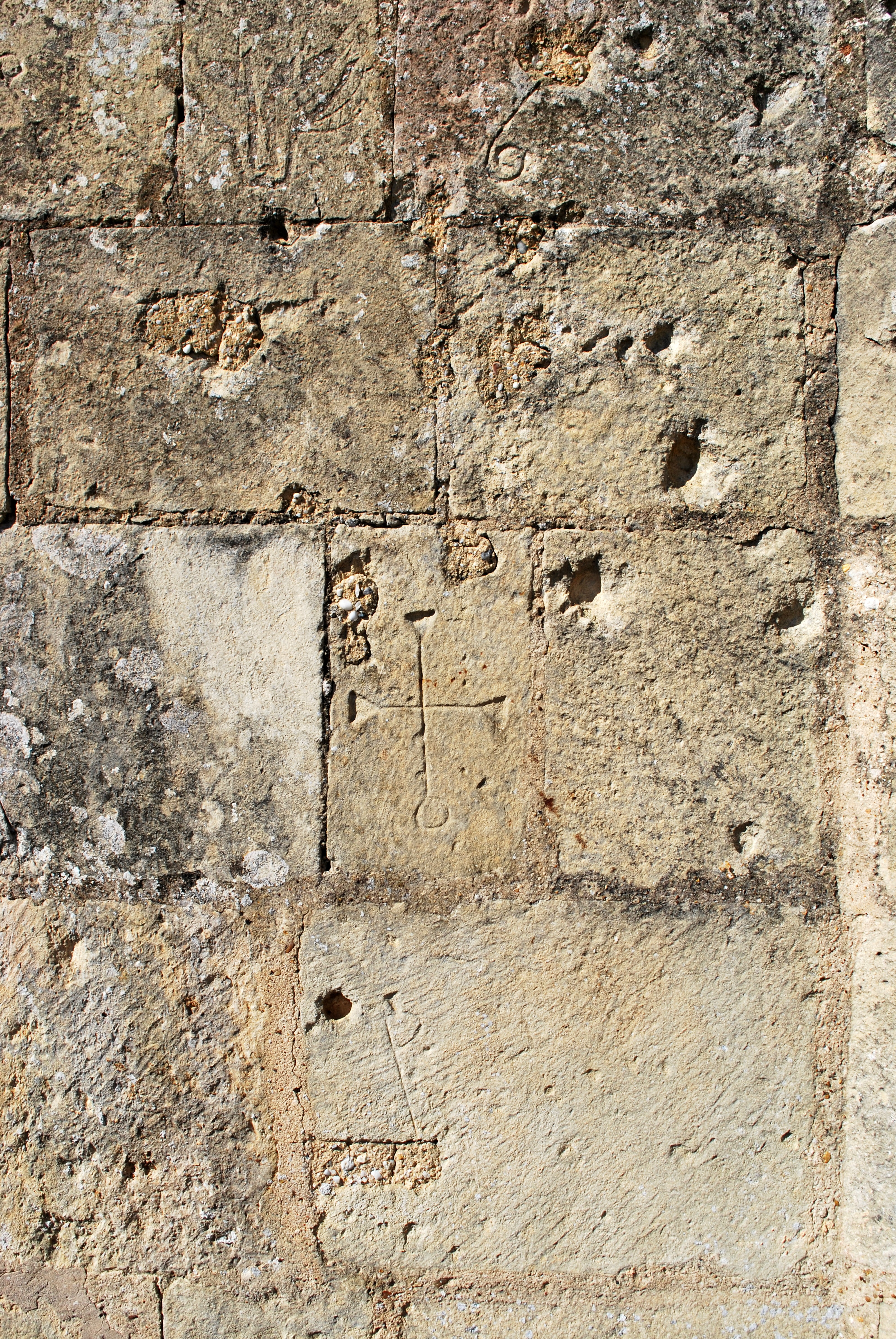
Marques de tâcherons a
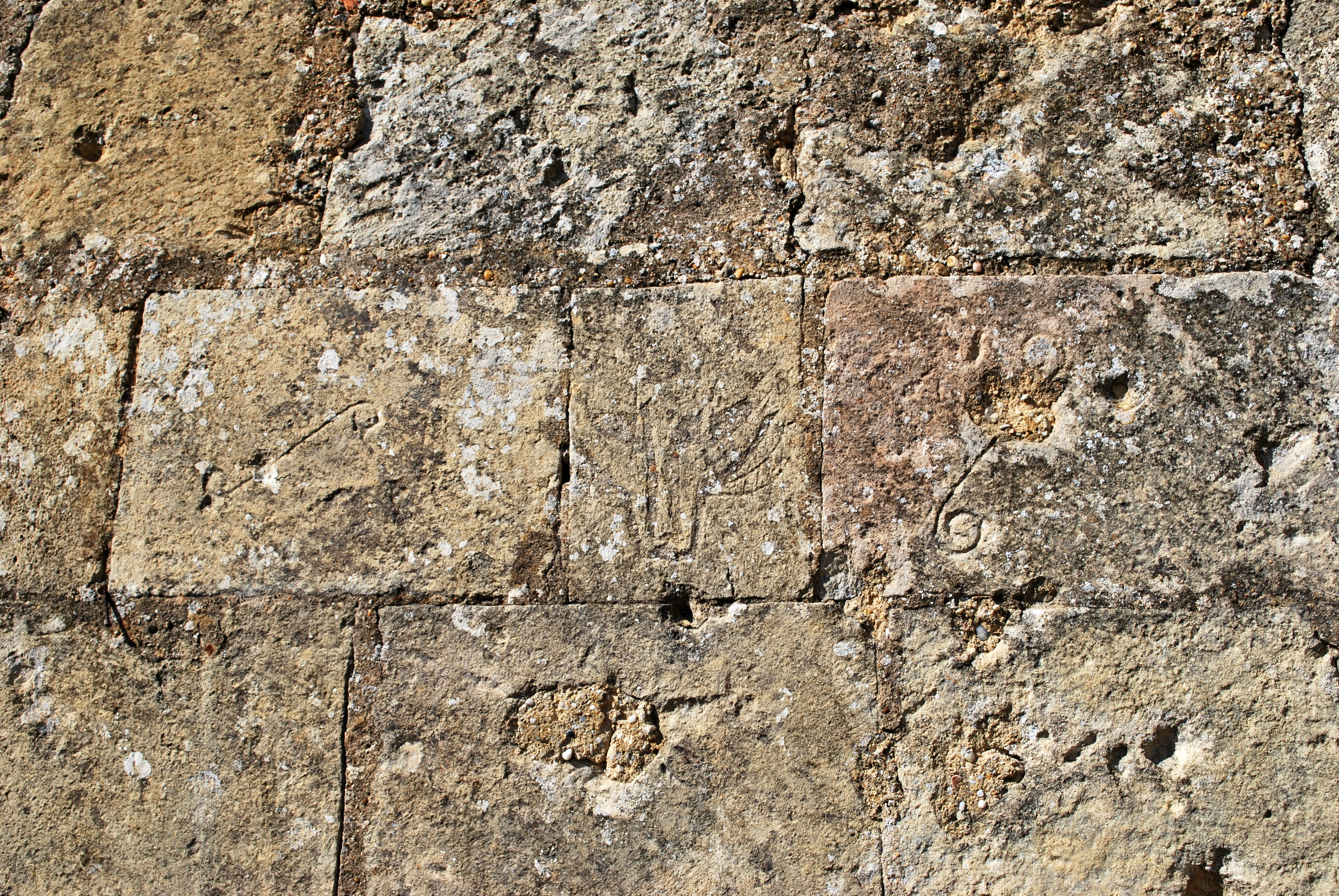
Marques de tâcherons b
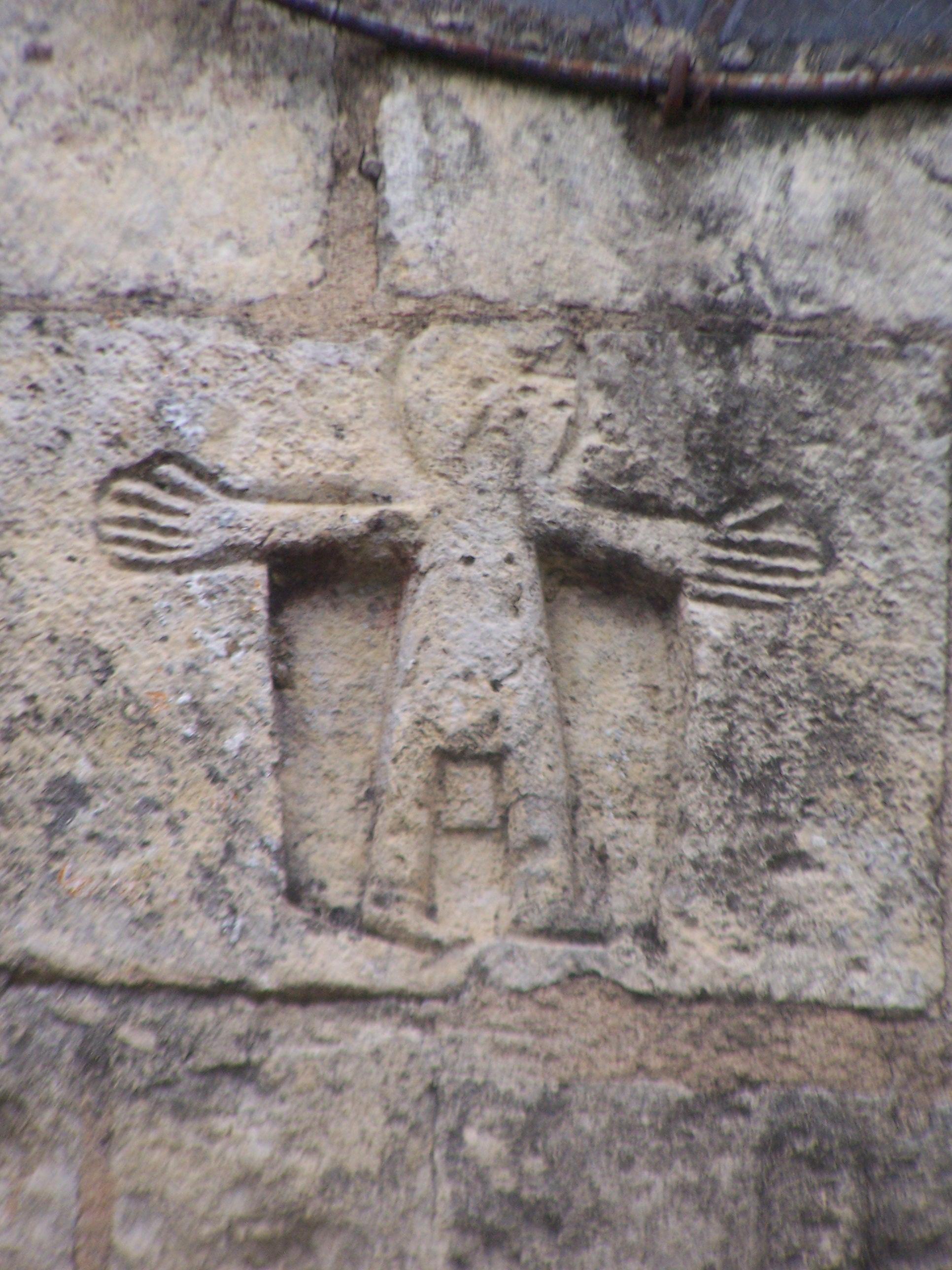
L'orant
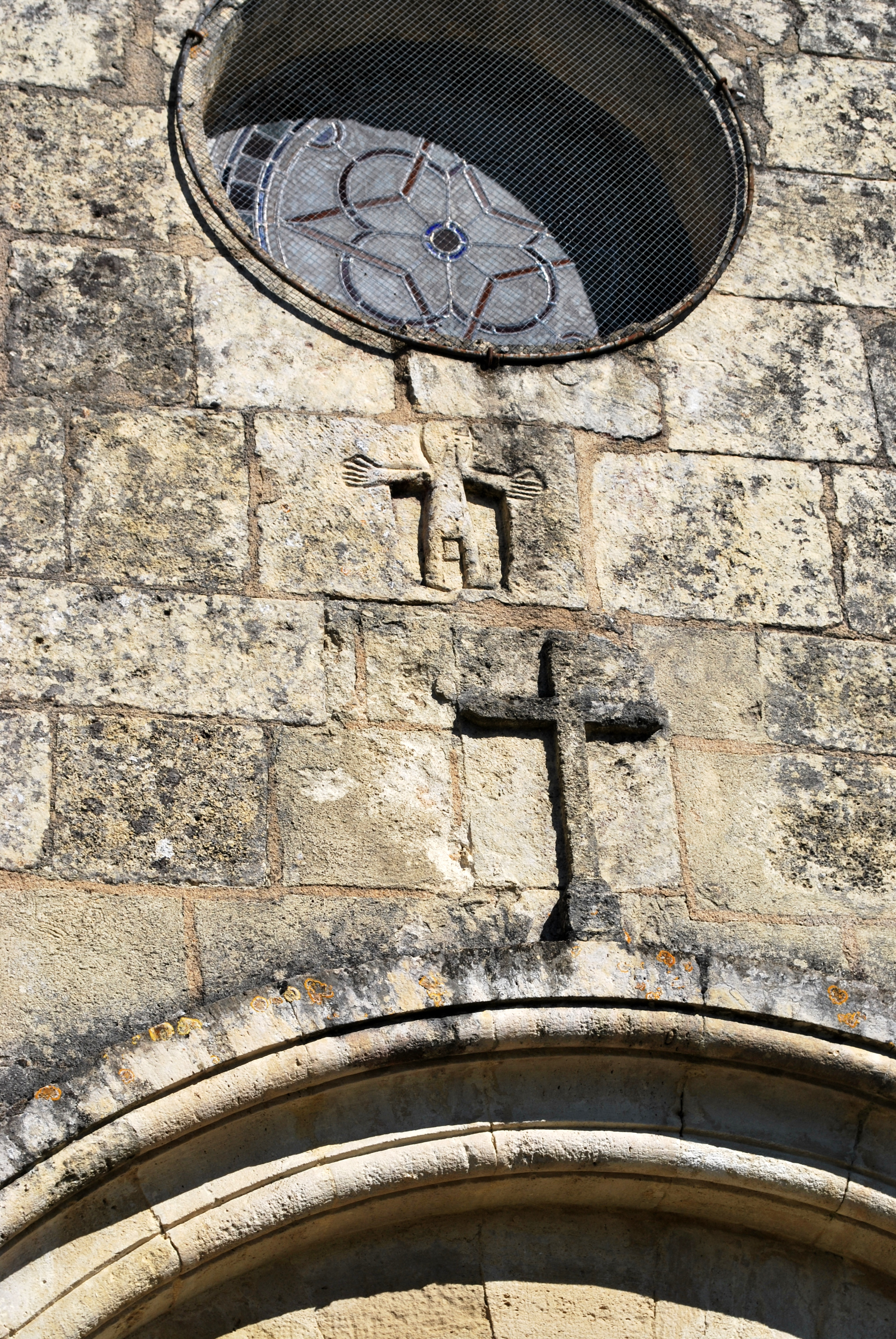
L'emplacement de l'orant
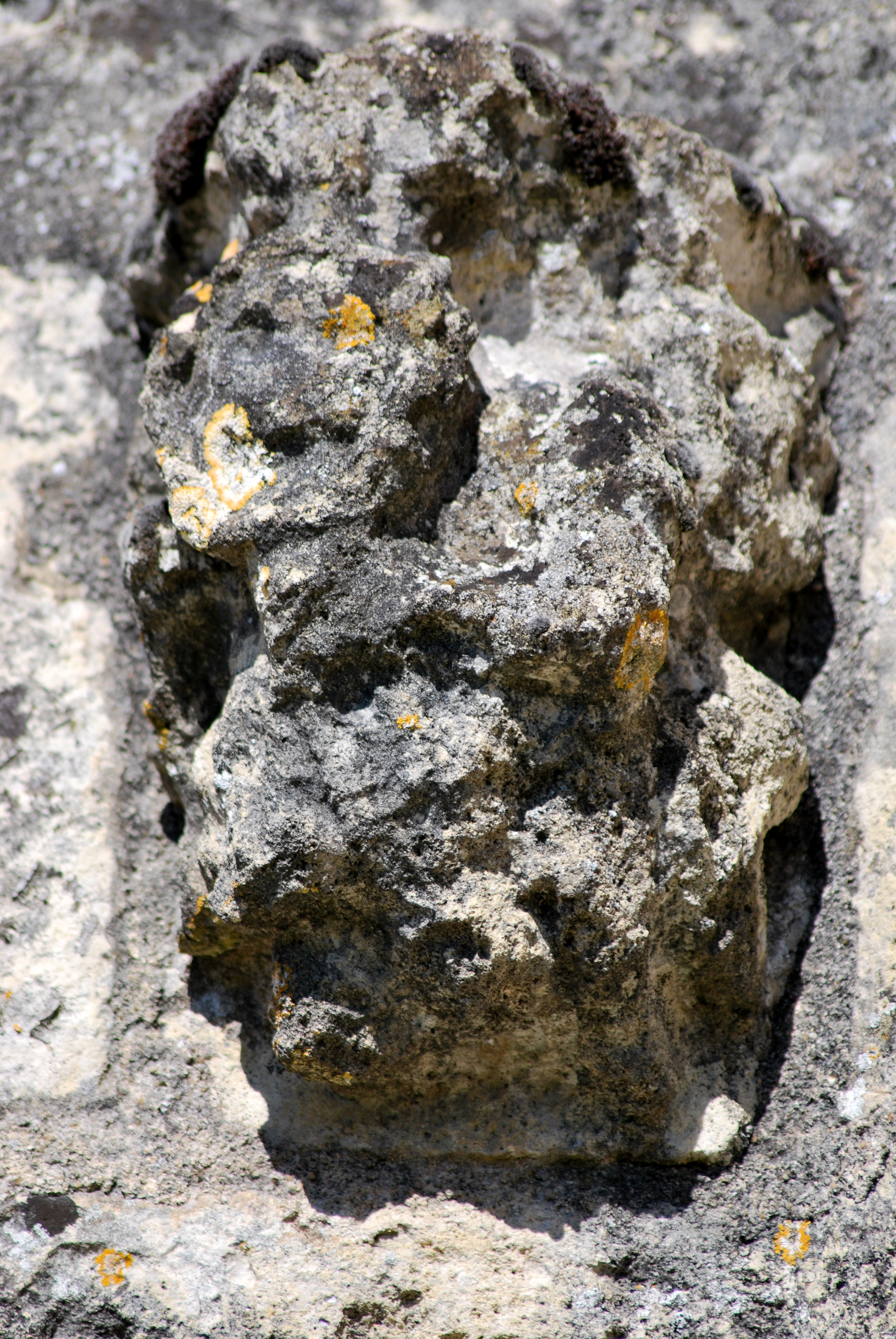
Console illisible
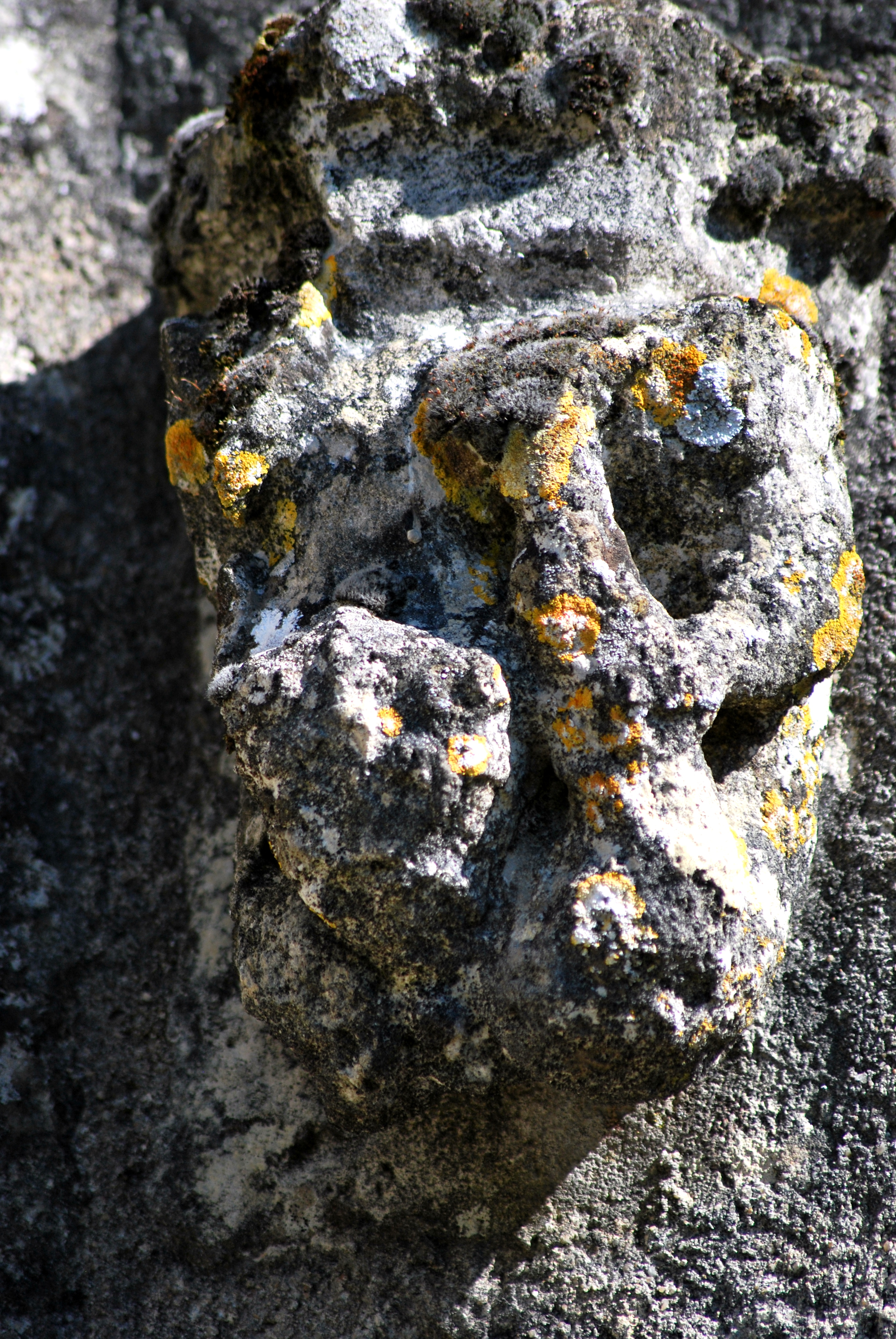
La libido
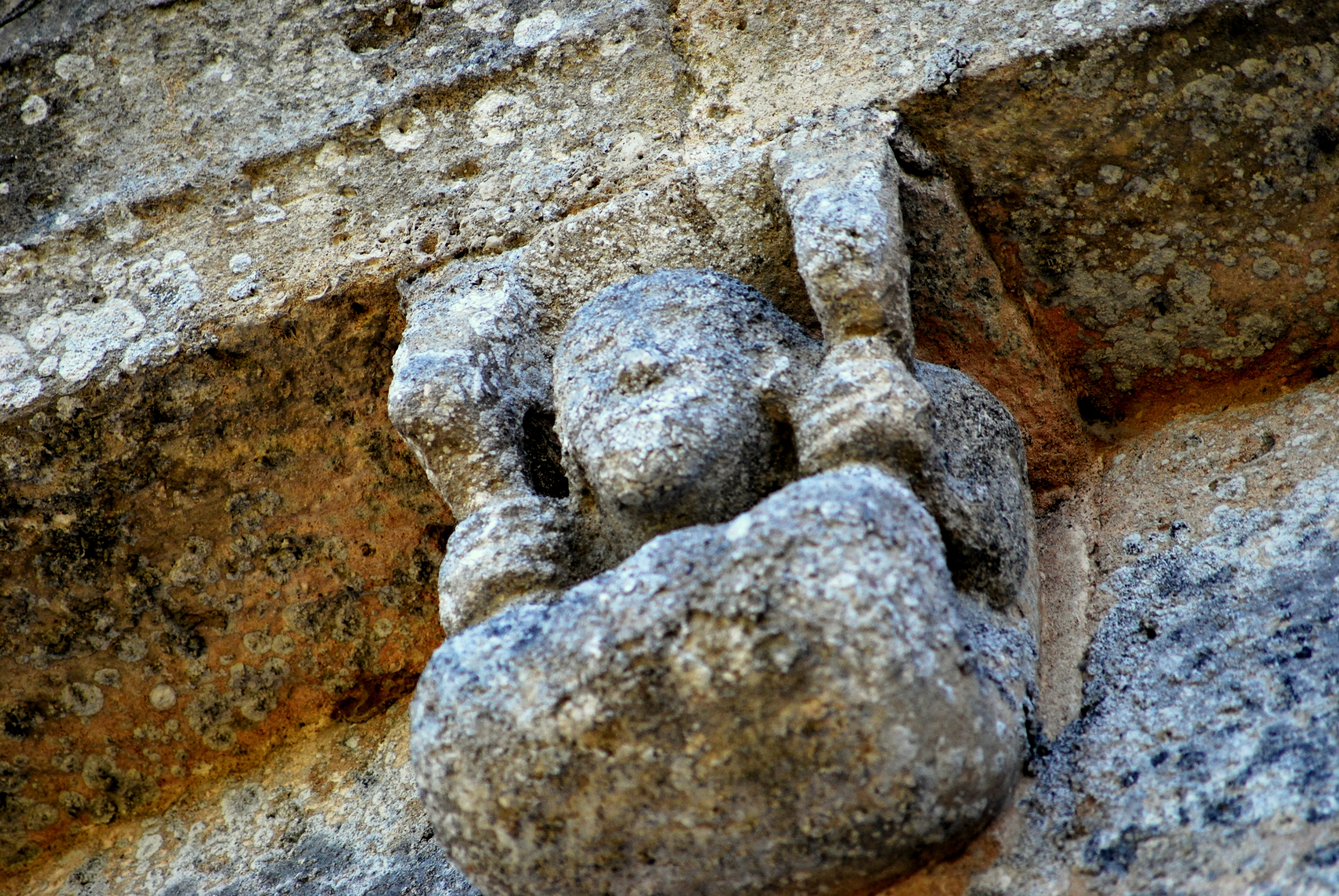
Église de Cardan

Le sanctuaire aurait reçu des agrandissements au cours du XVIe siècle. L'église a été agrandie au XVIIe siècle de deux bas-côtés encadrant la nef unique primitive. La façade occidentale se compose d'un clocher-mur rectangulaire, percé de deux baies pour les cloches. Deux contreforts, construits en biais sur les angles, le soutiennent.
Sur le contrefort sud se trouve un cadran canonial, datant probablement du XVIIe siècle.

Cadran canonial
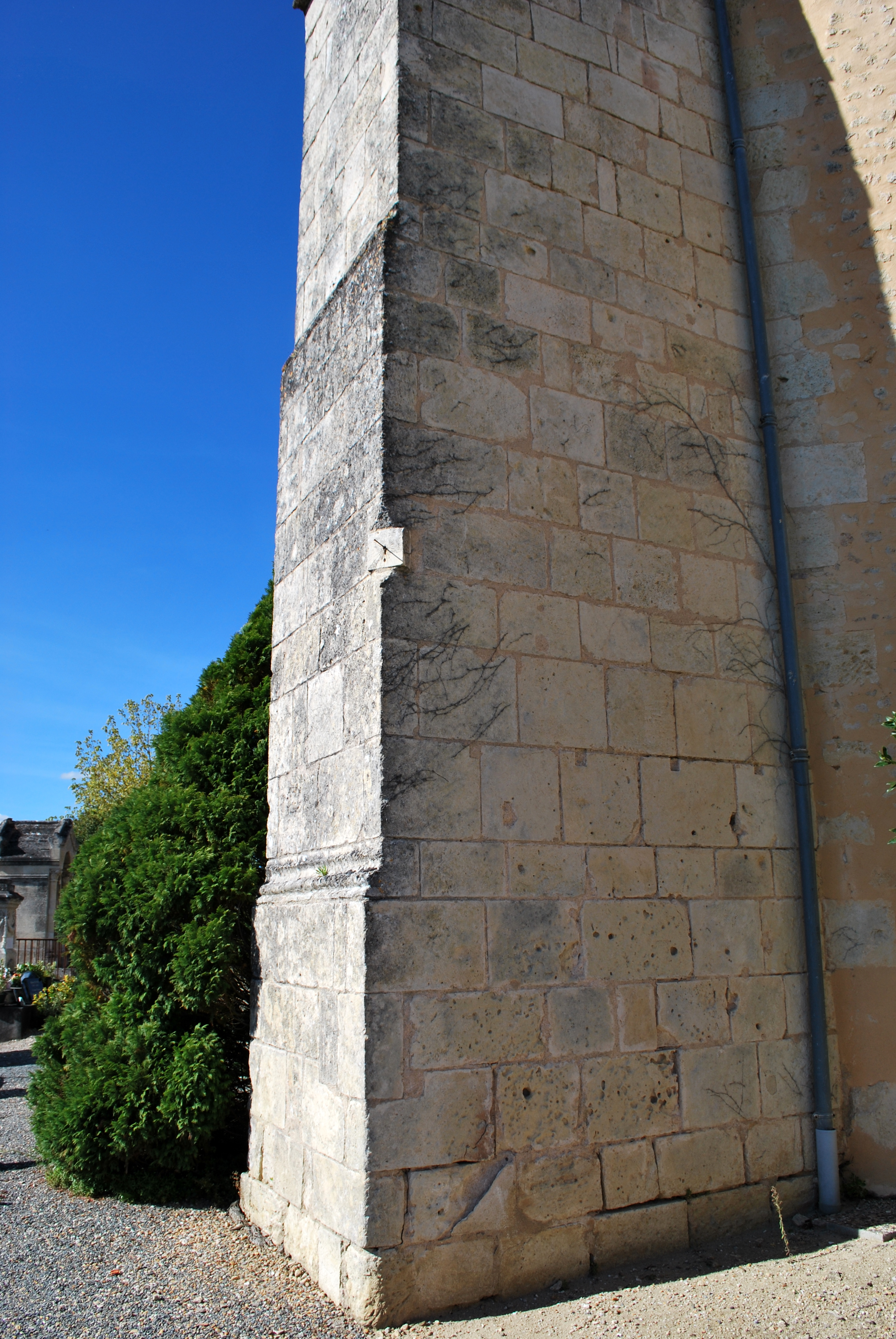
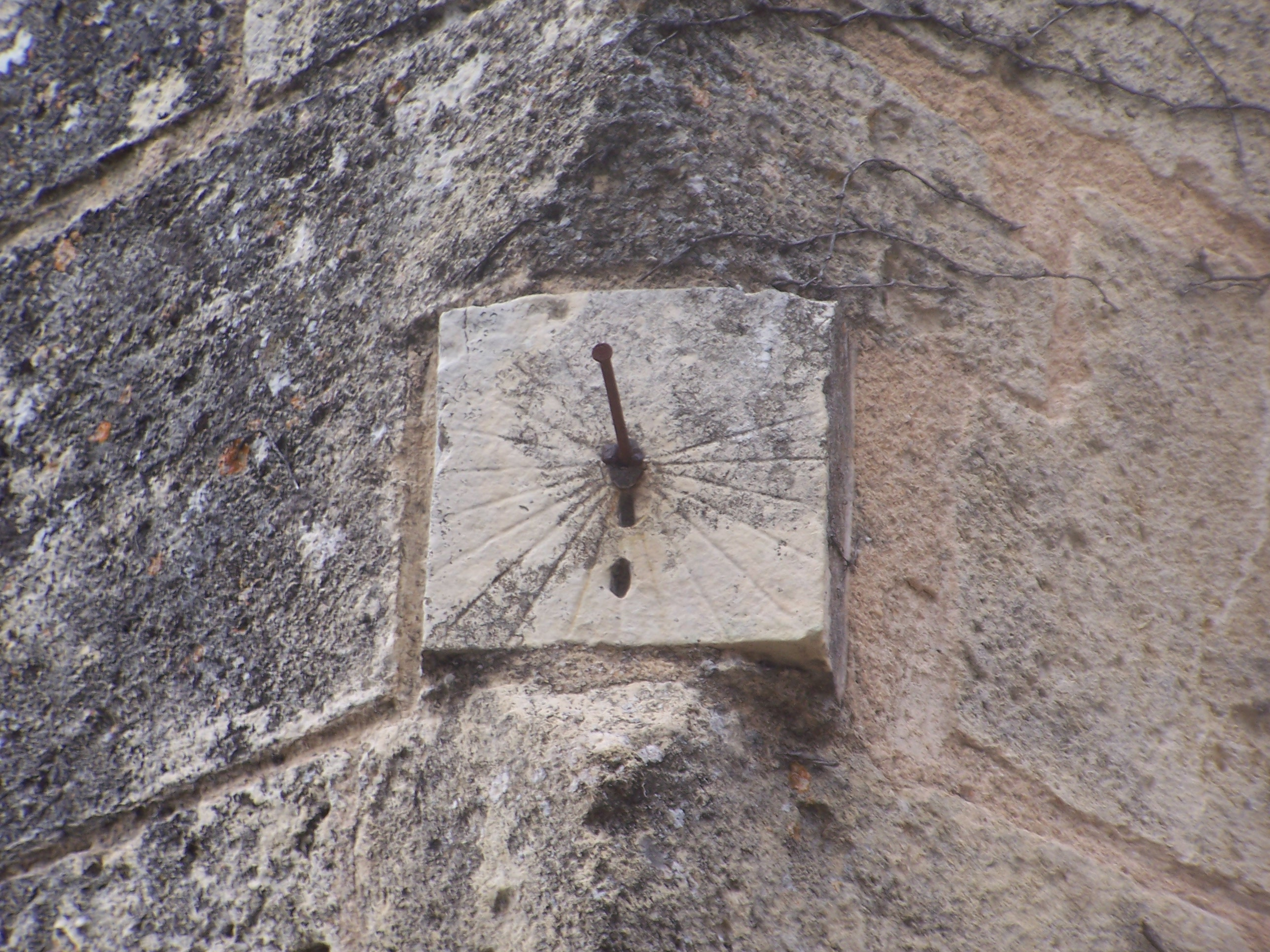

À l'intérieur de l'église se trouvent des fonts baptismaux du XVe siècle et une chaire de pierre du XVIIe siècle, dont la cuve est décorée de dessins géométriques.
L'église a été inscrite au titre des monuments historiques en totalité par arrêté du 21 décembre 1925.